# شان کیلپاتریک
شان کیلپاتریک (انگلیسی: Sean Kilpatrick؛ زادهٔ ۶ ژانویهٔ ۱۹۹۰) بازیکن بسکتبال اهل ایالات متحده آمریکا است.
از باشگاه‌هایی که در آن بازی کرده‌است می‌توان به شیکاگو بولز، دنور ناگتس، میلواکی باکس، باشگاه بسکتبال پاناتینایکوس، مینه‌سوتا تیمبرولوز، باشگاه بسکتبال گرن کاناریا، لس آنجلس کلیپرز، و بروکلین نتس اشاره کرد.